# Computer Animation Production System
El Computer Animation Production System o CAPS (en español: Sistema de Producción de Animación por Ordenador) fue una tinta digital y sistema de pintura utilizado en largometrajes animados, el primero en un estudio importante, diseñado para reemplazar el caro proceso de transferir dibujos animados a celdas utilizando tinta china o tecnología xerográfica, y pintando los lados inversos de las celdas con pintura gouache. Utilizando CAPS, las líneas y áreas cerradas podían ser fácilmente coloreadas en el ordenador digital, que utilizaba una paleta de colores ilimitada. Permitía  utilizar también sombreado transparente, mezcla de colores y otras técnicas sofisticadas que hasta el momento no estaban disponibles.
El completado digital de celdas se componía sobre pinturas de fondo escaneadas y se programaban movimientos de cámara o paneos en una hoja de exposición del ordenador que simulaba las acciones de las cámaras de animación antiguas. Además, añadía un complejo plano de cámara multiplano que aportaba un sentido de profundidad. A diferencia de la cámara multiplano analógica, las cámaras de múltiples planos CAPS no estaban limitadas por el tamaño de las ilustraciones. Amplios movimientos de cámara, nunca antes vistos, se incorporaron a las películas. La versión final de la secuencia era compuesta y grabada en la película. Dado que los elementos de animación existían digitalmente, era fácil integrar otros tipos de elementos de película y vídeo, incluida la animación por ordenador tridimensional.
CAPS fuef lo d
software, sistemas de escaneado de cámaras, servidores, estaciones de trabajo en red y mesas personalizadas desarrolladas por The Walt Disney Company junto con Pixar a finales de los años ochenta. Logró reducir los costes de mano de obra para los procesos de tinta y pintura y postproducción de largometrajes de animación tradicionales producidos por Walt Disney Animation Studios. También proporcionó una paleta completamente nueva de herramientas digitales para los cineastas.
Pixar y Disney comienzan la colaboración en el CAPS, que revolucionaría la creación de películas de animación tradicionales. El primer cheque escrito a Pixar por un cliente después de su constitución es de Disney, para el trabajo en este proyecto, en 1986. Veinte años más tarde, en 2006, The Walt Disney Company anuncia que ha acordado la compra de Pixar Animation Studios.

## Historia y evolución del proyecto CAPS
El Laboratorio de Gráfico del Ordenador en el Instituto de Nueva York de Tecnología (NYIT) desarrolló un sistema de "escáner y pintura" para la animación a finales de los años 70. 
Se utilizó para producir un programa de televisión animado por computadora de 22 minutos llamado Measure for Measure. Los desarrollos de la industria con sistemas informáticos llevaron a Marc Levoy de Cornell University y Hanna-Barbera Productions a desarrollar un sistema de animación de video para dibujos animados a principios de los años ochenta.
El primer uso del proceso CAPS fue Mickey estando en la Spaceship Earth de Epcot para los títulos de "El Mundo Mágico de Disney".  La primera prueba en la producción de una película fue en La Sirenita en 1989. Después de esta, las películas se hicieron completamente usando CAPS; El primero de ellos, The Rescuers Down Under, fue el primer largometraje 100% digital. Películas posteriores, entre las que están La bella y la bestia, Aladdín, El rey león, y el jorobado de Notre Dame sacaron provecho de la integración 2D y 3D de CAPS.
En los inicios de CAPS, Disney no habló del sistema en público, temiendo que la magia se fuera si la gente descubriera que las computadoras estaban involucradas. La revista Computer Graphics World, en 1994, fue la primera en echar un vistazo al proceso.

## Importancia
En 1992, el equipo que desarrolló CAPS ganó un Premio a la Academia de Artes y Ciencias Cinematográficas en Ciencias e Ingeniería. Estaba compuesto por:
- Randy Cartwright (Disney)
- David B. Coons (Disney)
- Lemuel Davis (Disney)
- Thomas Hahn (Pixar)
- James Houston (Disney)
- Mark Kimball (Disney)
- Dylan W. Kohler (Disney)
- Peter Nye (Pixar)
- Michael Shantzis (Pixar)
- David F. Wolf (Disney)
- Walt Disney Feature Animation Department

## Capacidades técnicas
CAPS consiguió un alto nivel de calidad de imagen usando sistemas informáticos significativamente más lentos que los actuales. Los fotogramas finales se renderizaron con una resolución de película digital de 2K (2048 píxeles de ancho a una relación de aspecto de 1,66), y las ilustraciones fueron escaneadas de modo que siempre mantenía el 100% de resolución en el resultado final, no importa cuán complejo fuese el movimiento de la cámara . Utilizando el ordenador de imágenes Pixar, las imágenes se almacenaron a 48 bits por píxel. El sistema de composición permitió complejos tiros de cámara y múltiples capas que se utilizaron casi de inmediato en The Rescuers Down Under (Los Rescatadores en Cangurolandia en España) para crear un tiro de apertura de 400 capas. El sistema DALS hizo uso de uno de los primeros sistemas RAID a gran escala en la industria cinematográfica.

## Disminución y legado
Tras los bajos resultados de Home on the Range en 2004, la dirección de Disney Feature Animation consideró que el público solo quería animaciones 3D por computadora y cerró su tradicional departamento de animación 2D. Se retiraron las estaciones de trabajo CAPS y se desmontaron y desecharon las cámaras automáticas de escaneo personalizadas. En 2005, solo quedaba una estación de trabajo (y eso era solo para leer los datos de las películas que se hacían con CAPS).
Desde la fusión con Pixar, ya que la mayoría de CAPS fue cerrada y desmantelada, las siguientes producciones de Disney fueron animadas tradicionalmente: How to Hook Up Your Home Theatre (2007), The Princess and the Frog (2009), The Ballad of Nessie (2011), y Winnie the Pooh (2011), fueron producidos utilizando el software Toon Boom Animation, que ofrecía una versión actualizada de un sistema de animación digital.

## Producciones con el uso de CAPS

### Largometrajes
- La Sirenita (1989) (algunas escenas)
- Bernardo y Bianca en Cangurolandia (1990)
- La Bella y la Bestia (1991)
- Aladdin (1992)
- El retorno de las brujas (1993)
- Pesadilla antes de Navidad (1993)[12]
- El Rey León (1994)
- Pocahontas (1995)
- El Jorobado de Notre Dame (1996)
- Hércules (1997)
- Mulan (1998)
- Tarzan (1999)
- Fantasia 2000 (1999)
- El Emperador y sus locuras (2000)
- Atlantis: El Imperio Perdido (2001)
- Lilo & Stitch (2002)
- El planeta del tesoro (2002)
- Hermano Oso (2003)
- Home on the Range (2004)

### Cortometrajes
- Off His Rockers (1992)
- Trail Mix-UP (1993)
- Runaway Brain (1995)
- Destino (2003)
- Lorenzo (2004)
- The Little Matchgirl (2006)